# Johannes Kreutzmann
Aron Klaudius Sivert Sommer John Johannes „Ujuãnât“ Kreutzmann (* 13. Juli 1862 in Kangaamiut; † 16. Februar 1940) war ein grönländischer Jäger und Künstler.

## Leben

### Familie
Johannes Kreutzmann war der Sohn des Malers Jens Kreutzmann (1828–1899) und seiner zweiten Frau Charlotte Amalia Sommer (1837–1898). Sein Bruder war der Künstler Kristoffer Kreutzmann (1867–1942).
Am 14. Juni 1886 heiratete er in Kangaamiut Helge Rosine Henriethe Møller (1868–1898), Tochter des Lehrers Hans Lars Møller und seiner zweiten Frau Elisabeth Stine. Die Ehe blieb kinderlos und nach dem Tod seiner Frau heiratete er am 24. Mai 1900 in Nuuk die Witwe Bolette Ane Anthonette Martinsen geb. Petrussen (1875–1931), Tochter des Katecheten Jonathan Ole Klemens Søren Petrussen und seiner Frau Ane Gundil Alhed Kleist. Aus dieser Ehe gingen zahlreiche Kinder hervor. Sein Sohn Jens gilt als bester Schüler, der je an Grønlands Seminarium studierte, aber in Dänemark erkrankte er an Tuberkulose und starb jung.

### Leben als Jäger
Johannes erhielt mit acht Jahren sein erstes Kajak, aber als sein älterer Halbbruder Gerd bei einem Kajakunglück ums Leben gekommen war, sorgte sich sein Vater um das Wohl seines Sohns und ließ ihn nicht mehr ohne Aufsicht fahren. Als sich Johannes mit einem Freund im Kajak aus Albernheit in Gefahr begab, zerstörte sein Vater das Kajak. Er erkannte jedoch das Potential, das in seinem Sohn steckte, und so durfte Johannes bald im Kajak jagen.
Mit 13 Jahren erbeutete er seine erste Robbe und mit 15 hatte er bereits genügend Robbenfelle, um sich ein Umiak zu bauen, was in dem Alter absolut außergewöhnlich war. Nun konnte er sich selbst und andere versorgen und fuhr auf weite Jagdreisen, um Rentiere zu fangen. Mit seiner wachsenden Familie lebte er dank seiner Fähigkeiten und guter Fangbedingungen im Überfluss, bevor die Jagdgründe schlechter wurden.
Daraufhin zog er nach Norden an den Jagdort Ilivilik, wo er bis etwa 1910 jeden Herbst verbrachte. Auf seinen Jagdreisen, die ihn bis nach Itilleq führten, musste er auch seine Kinder unterrichten, die unterwegs keine Schule besuchen konnten, wobei Johannes Kreutzmann es unverständlich und lustig zugleich fand, für die Unterrichtung seiner Kinder auch noch bezahlt zu werden. Er war so erfolgreich als Jäger, dass die Bewohner in Kangaamiut ihn bald für das Verschlechtern der Jagdgründe verantwortlich machten.
Nachdem er anschließend eine Weile recht erfolglos in Kangaamiut jagte, begann er im Fjord Kangerluarsunnguaq nach Lachsen zu fischen. Als Fischer war er noch erfolgreicher als er es als Jäger je gewesen war. 1904 lehrte er Knud Rasmussen das Kajakfahren. Als am 24. Februar 1908 ein Sturm in Kangaamiut wütete, der sechs Jäger tötete, rettete Johannes Kreutzmann zwei andere unter Lebensgefahr vor dem Tod.

### Leben als Künstler
Johannes Kreutzmann war handwerklich geschickt. In seiner Freizeit schnitzte er Figuren aus Treibholz, das er an der Küste fand, und malte sie bunt an. Seine Figuren stellten die Menschen dar, die Johannes schätzte, und maßen meist etwa 70 cm. Sie waren außerordentlich realitätsnah und reich an Details. Lediglich eine biblische Szene besteht aus nur etwa 10 cm hohen primitiven Figuren. Seine Werke befinden sich in verschiedenen Museen in Grönland und Dänemark.
Johannes Kreutzmann überlebte seine dreizehn Jahre jüngere Frau um neun Jahre und starb 1940 mit 77 Jahren als stark geschätzter und bewunderter Bewohner Kangaamiuts.